# Бригита
Бриги́та (в Британии — Бригантия) — в традиционной ирландской мифологии: дочь Дагды, была важным женским божеством Ирландии, богиней войны, а в мирной жизни — богиней поэзии, ремёсел и врачевания, а также помогающей женщинам при родах. В современной мифологии духовных учений «Нового века» («Нью Эйдж»), Бригиту считают богиней мужества, выбора цели и направления в жизни. Ассоциацируется с римской Минервой («кельтская Минерва»).
В её честь назван кратер Бригита на спутнике Юпитера Европе.

## В ирландской мифологии

### Богиня войны
Бригита (в Британии — Бригантия) — в традиционной ирландской мифологии: дочь Дагды, была важным женским божеством Ирландии, богиней войны, а в мирной жизни — богиней поэзии, ремесел и врачевания, а также помогающей женщинам при родах. Иногда под именем Бригиты подразумевают три женских божества, покровительствующие мудрости, кузнечному мастерству и искусству исцеления.
В Ирландии бытует традиция зарывать у трёх ручьев живого цыплёнка, дабы добиться расположения Бригиты.
В ирландских сагах Бригита представлена супругой Бреса, бога полуфоморского происхождения, некоторое время после первой битвы при Маг Туиред (Мойтуре) с племенем Фир Болг, стоявшего во главе Племен Богини Дану. Бригита родила от Бреса трёх сыновей.
На севере Англии Бригиту почитали под именем Бригантия, что означает «могущественная, вершина, королева». Ей особо поклонялись бриганты, господствовавшие на севере Англии до прихода римлян. Бригантия — богиня благосостояния, врачевания, войны и воды.
Праздник Бригиты — Имболк — отмечают 1 или 2 февраля, в пору, когда у овец появляется молоко (по другой версии — в пору, когда у овец появляется новое потомство).
Возможно, именно её Цезарь называл «галльской Минервой».
В честь Бригитты назван астероид (450) Бригитта, открытый в 1899 году.

## В «Нью Эйдж»
Богиня Бригита входит в число нескольких десятков языческих и традиционных божеств, которые, по мнению некоторых представителей духовных учений «Нового века», являются актуальными для людей, идущих по пути духовного развития. В частности, богиня Бригита упомянута в книге одной из «проповедниц» духовных учений «Нового века» — Дорин Вирче (англ. Doreen Virtue), «Архангелы и вознесенные учителя» (2004 г.).
Последователи духовных учений «Нового века» приписывают Бригите функции, которые основаны на её функциях в традиционной ирландской мифологии, но приведены к проблемам современного мира: её считают богиней мужества, выбора цели и направления в жизни. Также считают, что она похожа на Архангела Михаила из христианства, а также на некоторых других божеств из некоторых других религий (подробнее ниже).

### Богиня мужества
В качестве «специализаций» богини Бригиты (областей, в которых она, с точки зрения последователей духовных учений «Нового века», помогает), упоминают следующие: богиня Бригита помогает развивать мужество, выбирать цель и направление в жизни.
К Бригите обращаются перед волнующей, напряженной, или конфликтной ситуацией, с просьбой помочь отстоять свои интересы и принципы.
Также последователи духовных учений «Нового века» считают, что Бригита может помочь выбрать цель и направление в жизни, в ситуации, когда (как выразился бы российский психолог Владимир Леви) непонятно, «куда жить».

### Сходство с Архангелом Михаилом
Согласно неакадемическим и нереферируемым исследованиям последователей духовных учений «Нового века», богиня Бригита в кельтском языческом пантеоне выполняет функции, похожие на функции Архангела Михаила в христианстве. Бригита, являясь воплощением силы, смелости и мощи (один из вариантов её имени Bríd происходит от ирландского или, точнее, гэльского, brig — сила, мощь, доблесть), очень похожа на женское дополнение, подобие или «аналог» (если так можно сказать про божество) Архангела Михаила, или, по крайней мере, что богиня Бригита по своим функциям и возможностям очень похожа на те функции и возможности (защита), которые выполняет Архангел Михаил.
Одновременно с воплощением силы, смелости и мощи, что делает её похожей на Архангела Михаила, Бригита воплощает в себе женственность, что делает её похожей на Богородицу, однако эта черта Бригиты, по мнению последователей духовных учений «Нового века», является менее выраженной, чем её сходство с Архангелом Михаилом.

### Сходство с божествами из других религий
В дополнение к сходству между функциями Бригиты в кельтском языческом пантеоне и функциями Архангела Михаила в христианстве, последователи духовных учений «Нового века» проводят параллели между функциями Бригиты в кельтском языческом пантеоне и функциями некоторых божеств в основных мировых религиях: иудаизме, индуизме, буддизме, египетской мифологии, современной мифологии духовных учений «Нового века».
Считают, что Бригита похожа на следующих божеств из следующих основных мировых религий (кроме уже упомянутого Архангела Михаила из христианства): на Моисея — из иудаизма, на Кали — из индуизма, на Зеленую Тару — из буддизма, на Хора — из египетской мифологии, на Корделию — из ирландской мифологии, на Аштара (англ. Ashtar) и Сен-Жермена — из современной мифологии духовных учений «Нового века».
Так, например, одна из молитв, которую последователи духовных учений «Нового века» используют для защиты (своего рода аналог псалма «Живый в помощи» из православия), содержит обращение к 9 языческим и традиционным божествам из основных мировых религий: Архангелу Михаилу, Аштару, Бригите, Корделии, Зеленой Таре, Хору, Кали, Моисею, Сен-Жермену. Из чего можно заключить, что они проводят параллели между функциями всех этих божеств в разных религиях.